# إيف كريستن
إيف كريستن هو سياسي سويسري، ولد في 13 يوليو 1941 في برن في سويسرا. نشط حزبياً في الحزب الديمقراطي الحر. وقد انتخب رئيس المجلس الوطني السويسري ‏ وانتخب عضو المجلس الوطني السويسري ‏ (4 ديسمبر 1995 – 3 ديسمبر 2006).

## وصلات خارجية
- إيف كريستن على موقع JudoInside.com (الإنجليزية)